# Atlus
Atlus Co., Ltd (株式会社アトラス Kabushiki-gaisha Atorasu?) är en japansk utvecklare och utgivare av datorspel, vilken började sin verksamhet 7 april 1986. Företaget har sitt säte i Kagurazaka, Tokyo. Atlus är mest känt för datorrollspelsserierna Megami Tensei och Etrian Odyssey samt kirurgi-simspelsserien Trauma Center.

## Företagshistoria

Den logotyp Atlus använde från sitt grundande 1986 till april 2014.

Atlus grundades den 7 april 1986 som ett företag av typen kabushiki gaisha. I oktober 2003 köptes det upp av leksaksföretaget Takara.
I samband med Takaras konkurs köptes Atlus den 21 november 2006 upp av Index Holdings, och blev den 15 april ett helägt dotterbolag till Index Holdings. I samband med detta bytte Atlus USA, Atlus amerikanska filial, namn till Index Digital Media Inc., men fortsatte använda varumärket Atlus USA. Den 30 augusti tillkännagav Index Holdings att deras två dotterbolag Index Corporation och Atlus planerades slås samman till ett företag, under namnet Index Holdings.
Atlus fortsatte utveckling av spel under Index Holdings, dock i form av en studio och ett varumärke, istället för ett företag. Den 9 november 2010 bytte Index Holdings namn till Index Corporation. I juni 2013 rapporterades det att Index Corporation riskerade att gå i konkurs på grund av en skuld på 24,5 miljarder yen, vilket slutade med att Index köptes upp av Sega Sammy för 14 miljarder yen, och blev den 1 november 2013 en del av Sega Sammys nybildade dotterbolag Sega Dream Corporation. Samma dag tillkännagav Sega Sammy att Sega Dream Corporation skulle byta namn till Index Corporation.
Den 18 februari 2014 tillkännagav Sega Sammy att de den 1 april 2014 skulle dela upp det nya Index Corporation i två dotterbolag: spelutvecklaren Atlus, som återigen blev ett företag, och övriga delar av företaget som behöll namnet Index Corporation. I samband med detta bytte även Index Digital Media tillbaka sitt namn till Atlus USA.

## Studior och filialer

### Atlus USA

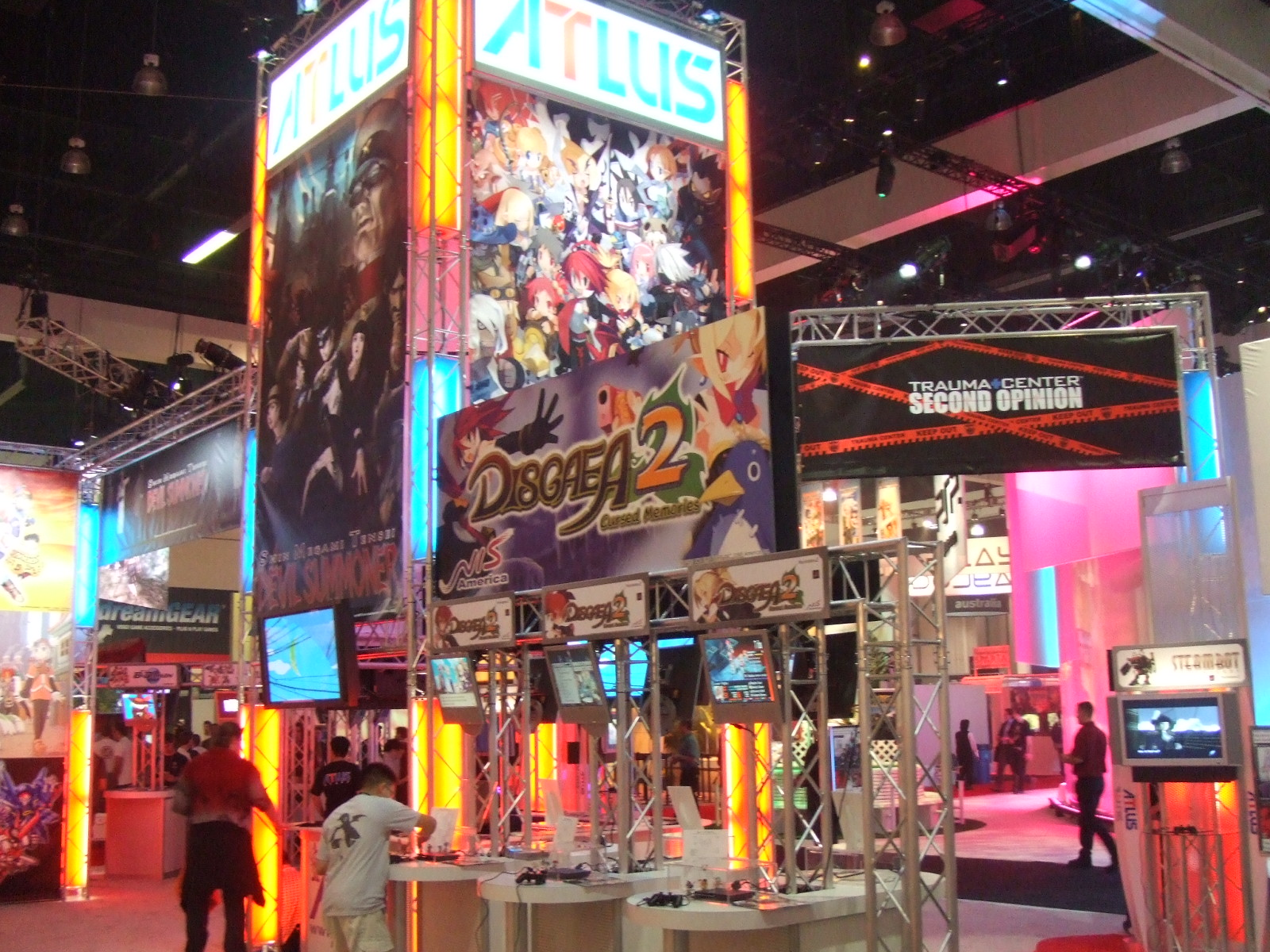
Atlus USA på E3 2006, där de visade upp bland annat Devil Summoner: Raidou Kuzunoha vs. The Soulless Army och Trauma Center: Second Opinion.

Atlus USA är den del av Atlus som översätter, lokaliserar, ger ut och marknadsför Atlus spel på engelska i Nordamerika, och licensierar de engelskspråkiga versionerna av spelen till utgivare i Europa och Australien. De ger även själva ut vissa spel digitalt för den europeiska och australiska marknaden, bland annat Shin Megami Tensei: Persona 3 FES och Shin Megami Tensei IV. Utöver Atlus egna spel lokaliserar de även andra nischade japanska spel för den engelskspråkiga marknaden, såsom Demon's Souls och Code of Princess, och ger ut vissa västerländska spel, såsom Tesla Effect. De opererar från Irvine, Kalifornien, USA, och grundades 1991.

### Maniacs Team
Maniacs Team är den studio på Atlus som utvecklar spelen i Shin Megami Tensei-huvudserien från och med Shin Megami Tensei III: Nocturne.

### P Studio

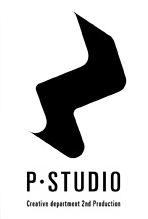
P Studios logotyp.

P Studio (stiliserat P・STUDIO, även kallat Persona Team) är den studio på Atlus som utvecklar spelen i Shin Megami Tensei: Persona-serien från och med Persona 4 Golden, samt det fristående spelet Catherine. Studion består av Persona 3 och 4:s utvecklingsteam.

## Spel

### Megami Tensei
- Digital Devil Story: Megami Tensei (1987)
- Digital Devil Story: Megami Tensei II (1990)
- Kyuuyaku Megami Tensei

#### Megami Tensei Gaiden
- Revelations: The Demon Slayer
- Megami Tensei Gaiden: Last Bible II
- Last Bible III
- Another Bible
- Last Bible Special

#### Majin Tensei
- Majin Tensei
- Majin Tensei II: Spiral Nemesis
- Ronde
- Majin Tensei: Blind Thinker

#### Megami Ibunroku

##### Persona
- Revelations: Persona
- Persona 2
- Persona 3
- Persona 4
- Persona 5

###### Persona-spinoffs
- Persona 4 Arena
- Persona 4 Arena Ultimax
- Persona Q: Shadow of the Labyrinth
- Persona 4: Dancing All Night

##### Devil Survivor
- Devil Survivor
- Devil Survivor 2

#### Shin Megami Tensei
- Shin Megami Tensei
- Shin Megami Tensei II
- Shin Megami Tensei if...
- Shin Megami Tensei III: Nocturne
- Shin Megami Tensei: Strange Journey
- Shin Megami Tensei IV
- Shin Megami Tensei IV: Apocalypse

##### Devil Summoner
- Shin Megami Tensei: Devil Summoner
- Devil Summoner: Soul Hackers
- Devil Summoner: Raidou Kuzunoha vs. The Soulless Army
- Devil Summoner 2: Raidou Kuzunoha vs. King Abaddon

##### Devil Children
- Devil Children: Red Book, Black Book och White Book
- Devil Children: Light Version och Dark Version
- Devil Children: Book of Fire och Book of Ice

###### Devil Children-spinoffs
- Shin Megami Tensei: Devil Children: Card Summoner
- Shin Megami Tensei: Devil Children: Puzzle de Call!
- Shin Megami Tensei: Devil Children: Messiah Riser

##### Övriga Shin Megami Tensei-spinoffs
- Shin Megami Tensei Trading Card: Card Summoner
- Shin Megami Tensei: NINE
- Shin Megami Tensei: IMAGINE
- Shin Megami Tensei X Fire Emblem

#### Övriga Megami Tensei-spinoffs
- Giten Megami Tensei: Tokyo Mokushiroku
- Jack Bros.
- Digital Devil Saga

### Trauma Center
- Trauma Center: Under the Knife (2005)
- Trauma Center: Second Opinion (2006)
- Trauma Center: New Blood (2007)
- Trauma Center: Under the Knife 2 (2008)
- Trauma Team (2010)

### Etrian Odyssey
- Etrian Odyssey (2007)
- Etrian Odyssey II: Heroes of Lagaard (2008)
- Etrian Odyssey III: The Drowned City (2010)
- Etrian Odyssey IV: Legends of the Titan (2012)
- Etrian Odyssey Untold: The Millennium Girl (2013)

### Maken
- Maken X (1999)
- Maken Shao: Demon Sword (2001)

### Puzzle Boy
- Kwirk (1989)
- Puzzle Boys (1990)
- Spud's Adventure (1991)
- Puzzle Boy (1991)
- Amazing Tater (1991)

### Purikura Pocket
- Purikura Pocket 1997
- Purikura Pocket 2 1997
- Purikura Pocket 3 1998

### Power Instinct
- Power Instinct (1993)
- Power Instinct 2 (1994)
- Gogetsuji Legends (1995)
- Purikura Daisakusen
- Groove on Fight (1997)
- Matrimelee (2003)
- Shin Gōketsuji Ichizoku: Bonnō Kaihō (2006)
- Gōketsuji Ichizoku Matsuri Senzo Kuyou (2009)

### Jantei Monogatari
- Jantei Monogatari
- Jantei Monogatari 2: Uchuu Tantei Deiban
- Jantei Monogatari 3: Saver Angel

### Övriga titlar
- Dungeon Explorer (1989)
- Rockin' Kats (1991)
- Somer Assault (1991)
- Widget (1992)
- Oh My God! (1993)
- Tetsudō O '96: Ikuze Okuban Chōja (1995)
- Tetsudō O 2 (1997)
- Minakata Hakudō Tōjō (1997)
- Princess Crown (1997)
- Legend of Kartia (1998)
- Hellnight (1998)
- De Spiria (2001)
- Radiant Historia (2010)
- Tokyo Mono Hara Shi: Karasu no Mori Gakuen Kitan (2010)
- Nora to Toki no Kōbō: Kiri no Mori no Majo (2011)
- Catherine (2011)

## Jack Frost
Atlus maskot är Megami Tensei-demonen Jack Frost. Han liknar en snögubbe, men som har tänder, en svans, har ingen näsa och bär en jokerhatt och ett par skor. Hans slagord är "Hee-Ho". Han har medverkat i flera Atlusspel, såsom Shin Megami Tensei-serien och Jack Bros.